# Caso del desinfectante para humidificadores en Corea del Sur
El caso del desinfectante de humidificadores de Corea del Sur fue un brote de enfermedades pulmonares ocasionado por sustancias químicas contenidas en varios desinfectantes utilizados en humidificadores.

## Primeros casos
Los primeros casos fueron detectados en niños entre 2006 y 2011, y en adultos en la primavera de 2011; La tasa de mortalidad entre los niños fue del 58 %, mientras que entre los adultos, el 53% murió o requirió trasplantes de pulmón. Las autopsias y los trabajos epidemiológicos, seguidos de estudios en animales, llevaron a los Centros para el Control y la Prevención de Enfermedades de Corea del Sur (KCDC) a identificar el compuesto polihexametilenoguanidina (PHMG) como la causa. Este compuesto es utilizado como desinfectante para humidificadores. 

## Investigación
Las sustancias químicas responsables de las enfermedades pulmonares fueron, metilcloroisotiazolinona (CMIT), metilisotiazolinona (MIT) y cloruro de oligo(2-(2-etoxi)-etoxietil)guanidinio (PGH). Los experimentos realizados por el gobierno de Corea del Sur descubrieron que el PHMG y PGH  causaban toxicidad pulmonar al ser inhalados en forma de vapor. Estos compuestos provocaron fibrosis pulmonar en pruebas realizadas con animales.Estos compuestos provocaron fibrosis pulmonar en pruebas realizadas con animales.
El 11 de noviembre de 2011, se recuperaron seis desinfectantes para humidificadores, que contenían PHMG y PGH. Sin embargo, más tarde, los Centros para el Control y la Prevención de Enfermedades de Corea no encontraron una relación causal entre el uso de CMIT y MIT en los desinfectantes de humidificadores, y la fibrosis pulmonar. Este resultado, sin embargo, no implicó que CMIT y MIT fueran seguros, ya que los químicos también afectaron el cerebro y la piel en distintos grados. Al menos cinco víctimas utilizaron desinfectantes para humidificadores basados en CMIT o MIT.
El gobierno coreano reconoció oficialmente 1,814 personas fallecidas y 7,837 lesionadas,  sin embargo, según el aparato nacional de Corea, la Comisión de Desastres Sociales, incluyendo los casos no reportados, se estima que entre 1994 y 2011 se produjeron 20.366 muertes, 950.000 daños a la salud y 8.940.000 exposiciones debido a al PHMG. Dicho compuesto se prohibió en 2011 y dejaron de producirse nuevos casos. 
La mayoría de las víctimas utilizaron el desinfectante para humidificadores de Reckitt Benckiser, Oxy Ssak Ssak ( 옥시싹싹 ), lo que condujo a que la firma británica enfrentara varios procesos judiciales en los años posteriores. En mayo de 2016, el jefe de la división coreana de la empresa ofreció disculpas públicas a las víctimas y a las familias en una conferencia de prensa y anunció compensaciones para los afectados y los familiares de los fallecidos, fue la primera vez que la compañía reconoció que sus productos con PHMG eran perjudiciales.